# الأرمن في إسرائيل

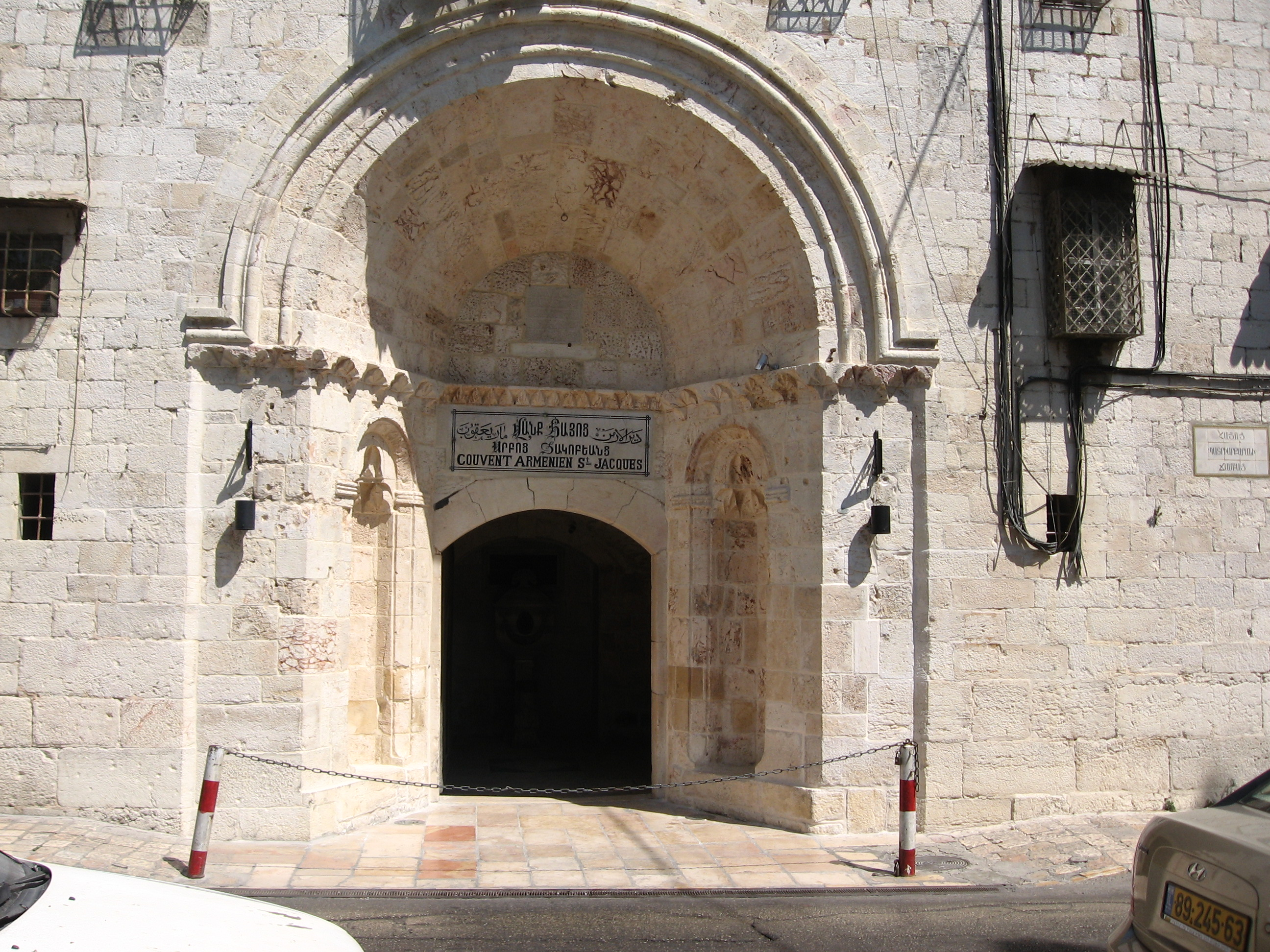
مدخل كاتدرائية القديس يعقوب للأرمن في مدينة القدس.

الأرمن في إسرائيل هم الأرمن الذين يحملون الجنسية الإسرائيلية وهناك حوالي ألف أرمني إسرائيلي يحمل الجنسية الإسرائيلية ويقيمون أساسًا في القدس (بشكل خاص في حارة الأرمن) و تل أبيب ويافا وحيفا. وعند الأخذ في الاعتبار العدد الكلي للأرمن في مناطق السلطة الفلسطينية وكذلك عدد أفراد الطائفة الأرمنية في إسرائيل والضفة الغربية فإن العدد قد يبلغ نحو خمسة آلاف.
وبالتالي ظهرت بعد عام 1948 مجموعتين من الأرمن:
- الأرمن الذين يعيشون داخل حدود دولة إسرائيل.
- الأرمن الذين يحملون الجنسية الأردنية ويعيشون في الحي الأرمني في القدس ، وكذلك والأرمن المقيمين في الضفة الغربية.

بعد حرب الأيام الستة عام 1967، شهد عدد السكان الأرمن، وخاصة في القدس الشرقية والضفة الغربية، انخفاضًا في أرقامها بسبب الهجرة.